# CivWorld
Civilization World é um jogo de computador online desenvolvido por Sid Meier em conjunto com a Firaxis e lançado em 6 de julho de 2011 no Facebook. O jogo está em fase beta.  O jogo foi originalmente denominado Civilization Network, mas mudou seu nome oficialmente para Civilization World em 6 de janeiro de 2011.